# Maurycy Komorowicz
Maurycy Komorowicz (ur. 21 lipca 1881 w Kijowie, zm. 7 stycznia 1923 w Gorzycach) – polski geolog, podróżnik, pisarz i kompozytor. Pionier polskiej wulkanologii.

## Życiorys
Jego ojcem był wcześnie zmarły Piotr, matką Helena z Horwattów. Ukończył studia na Uniwersytecie Berlińskim, w 1912 uzyskał tytuł doktora. W czasie studiów wykazał się uzdolnieniami muzycznymi. Skomponował marsz żałobny oraz kilkanaście pieśni, których część wydało Wydawnictwo Muzyczne „Media” w Berlinie.

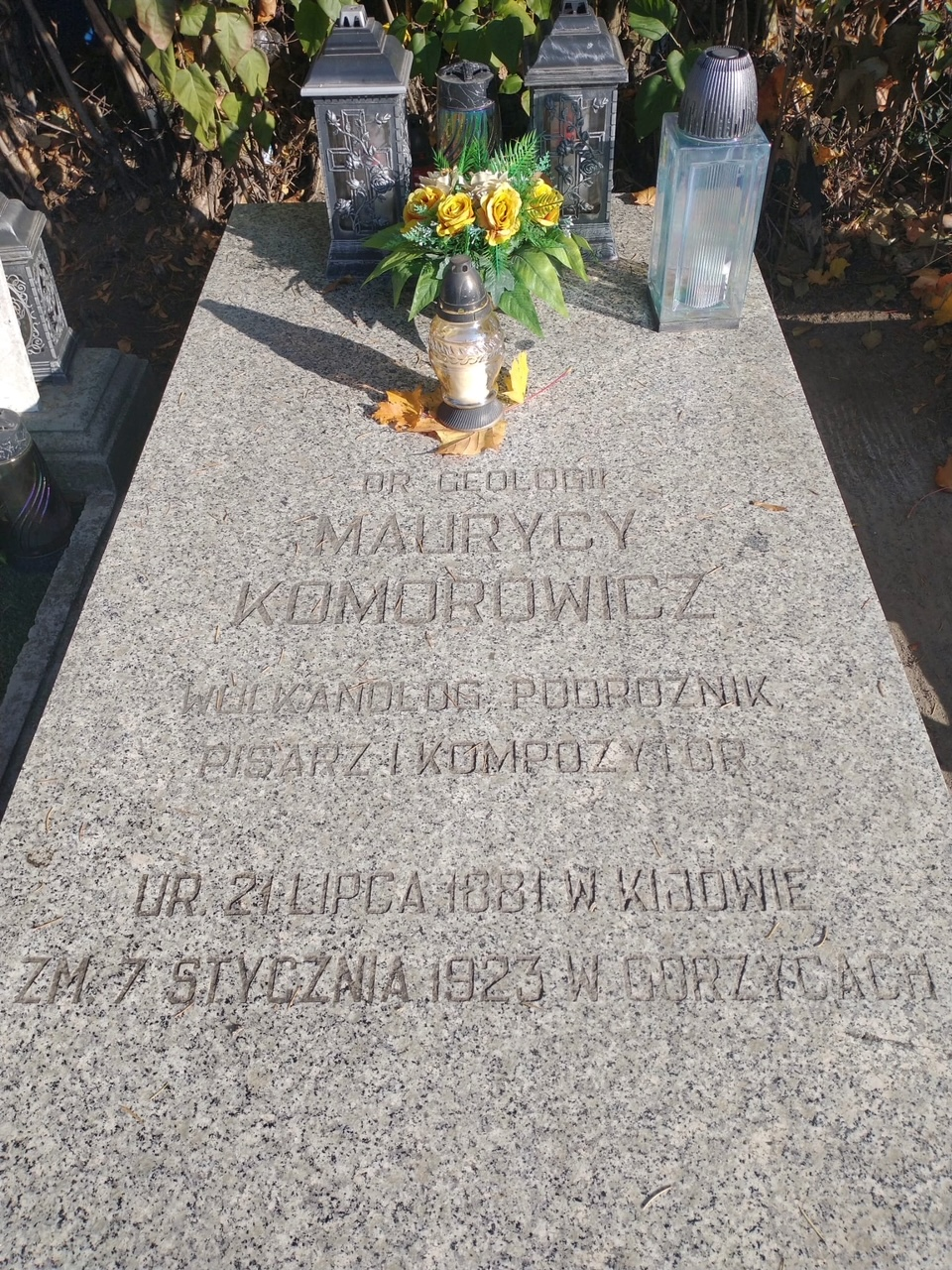
Grób Maurycego Komorowicza na cmentarzu w Czempiniu

Już podczas studiów rozpoczął samodzielne wyprawy i badania wulkanologiczne na wyspach Oceanu Atlantyckiego. Każdą z wypraw opisywał w osobnych publikacjach, ilustrowanych  przez jego żonę Cecylię z Popielów, która towarzysząc w trudach podróży, również uzupełniała fotograficzną dokumentację badanych obiektów. Od 1906 do 1909 Komorowiczowie odbyli co najmniej trzy podróże badawcze, w tym jedną trzymiesięczną w Islandii i dwie dwumiesięczne na Maderze i Teneryfie oraz na algierskiej Saharze. Informacje o podróżach po Islandii Komorowicz zamieścił w Notatkach z podróży do Islandii oraz w obszernej, bogato ilustrowanej książce Quer durch Island, wydanej  ok. 1909 w Charlottenburgu. Zebrane przez niego materiały i poczynione obserwacje stanowiły duży wkład w poznawanie geologii i przejawów wulkanizmu na Islandii, jak również podstawę opublikowanej rozprawy doktorskiej Vulkanonologische Studien auf einigen Inselen des Atlantischen Oceans, wydanej w formie bogato ilustrowanej książki i zadedykowanej „Cieniom dziadka Artura Horwatta”. Została ona wysoko oceniona przez polskich przyrodników. Pochlebną opinię wystawił Franciszek Chłapowski oraz  Stanisław Pawłowski i Eugeniusz Romer w pracy zbiorowej Polska w kulturze powszechnej.
Wymownym dowodem uznania dla osiągnięć 26-letniego wulkanologa było zaproszenie na uroczystości jubileuszowe 100-lecia Londyńskiego Towarzystwa Geologicznego. Wiadomości o następnych dwóch podróżach Komorowiczów zostały zawarte w bogato ilustrowanej książce An Sonnigen Gestaden, zadedykowanej księżnej Marii z Zamojskich Radziwiłłowej. Wiosną 1913 Komorowicz, obejmując stanowisko geologa rządowego, wyjechał z żoną do Indii Holenderskich. Celem badań wulkanologicznych zleconych Komorowiczowi przez rząd holenderski było zbadanie przyczyn i zasięgu wstrząsów sejsmicznych, jakie miały miejsce w tym rejonie w marcu tego roku. Ciężka praca oraz niezdrowy klimat wysp Sundajskich niekorzystnie odbiły się na zdrowiu Komorowiczów. Po powrocie do Berlina zmarła żona Cecylia, a Maurycego zmogła ciężka choroba tropikalna. W 1919 schorowanego zabrał z Berlina do Gorzyczek koło Czempinia jego wuj Edward Horwatt i umieścił w swoim domu w Gorzycach. Silne wyniszczenie organizmu przez nieuleczalną chorobę i stosowanie morfiny doprowadziły do śmierci Komorowicza. Został pochowany na cmentarzu w Czempiniu.
Pod koniec lat 80. XX w. staraniem czempińskich regionalistów, w szczególności Józefa Świątkiewicza, bezimienną mogiłę ozdobiła kamienna płyta nagrobna, przypominająca współczesnym i potomnym zasługi i dzieło życia Maurycego Komorowicza. Zapomniana postać tego wulkanologa, podróżnika, pisarza i kompozytora z niemałym trudem została także opracowana, przedstawiona i przypomniana przez prof. Wojciecha Narębskiego w „Pracach Muzeum Ziemi” nr 15 cz. I.